# Santa Marina del Puente
Santa Marina del Puente (llamada oficialmente Santa Mariña da Ponte) es una parroquia y un lugar del municipio español de Viana del Bollo, en la provincia de Orense, Galicia.

## Toponimia
La parroquia también es conocida por el nombre de Santa Marina da Ponte.

## Organización territorial
La parroquia está formada por una entidad de población:
- Santa Mariña da Ponte

## Demografía
Gráfica demográfica del lugar y parroquia de Santa Marina del Puente según el INE español:
| Gráfica de evolución demográfica de Santa Marina del Puente entre 2000 y 2023 |
|                                                                               |
| Datos según el nomenclátor publicado por el INE.                              |